# Eichgraben
Eichgraben osztrák mezőváros Alsó-Ausztria St. Pölten-i járásában. 2024 januárjában 4793 lakosa volt. 

## Elhelyezkedése

Eichgraben a Sankt Pölten-i járásban

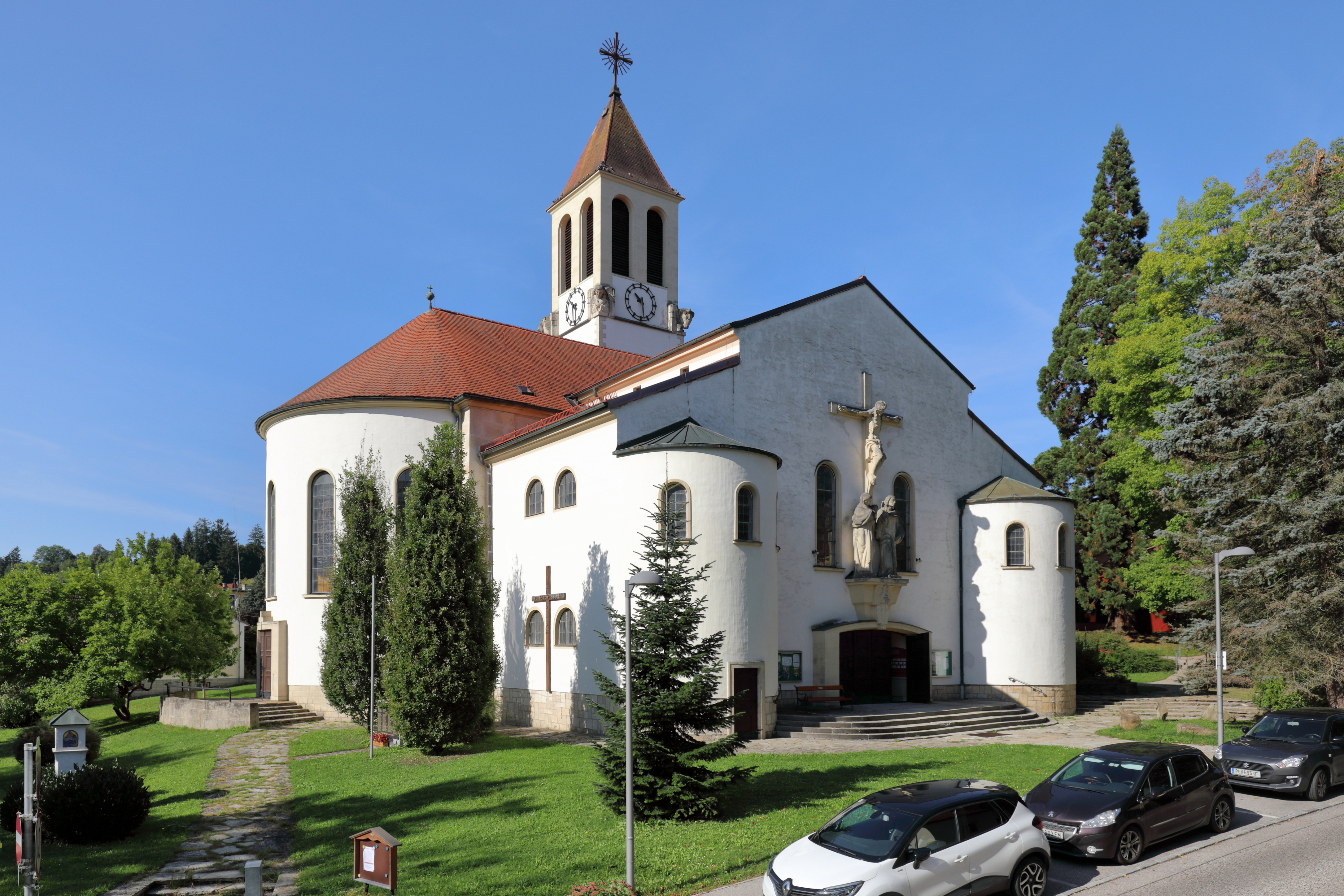
A Jézus szíve-plébániatemplom

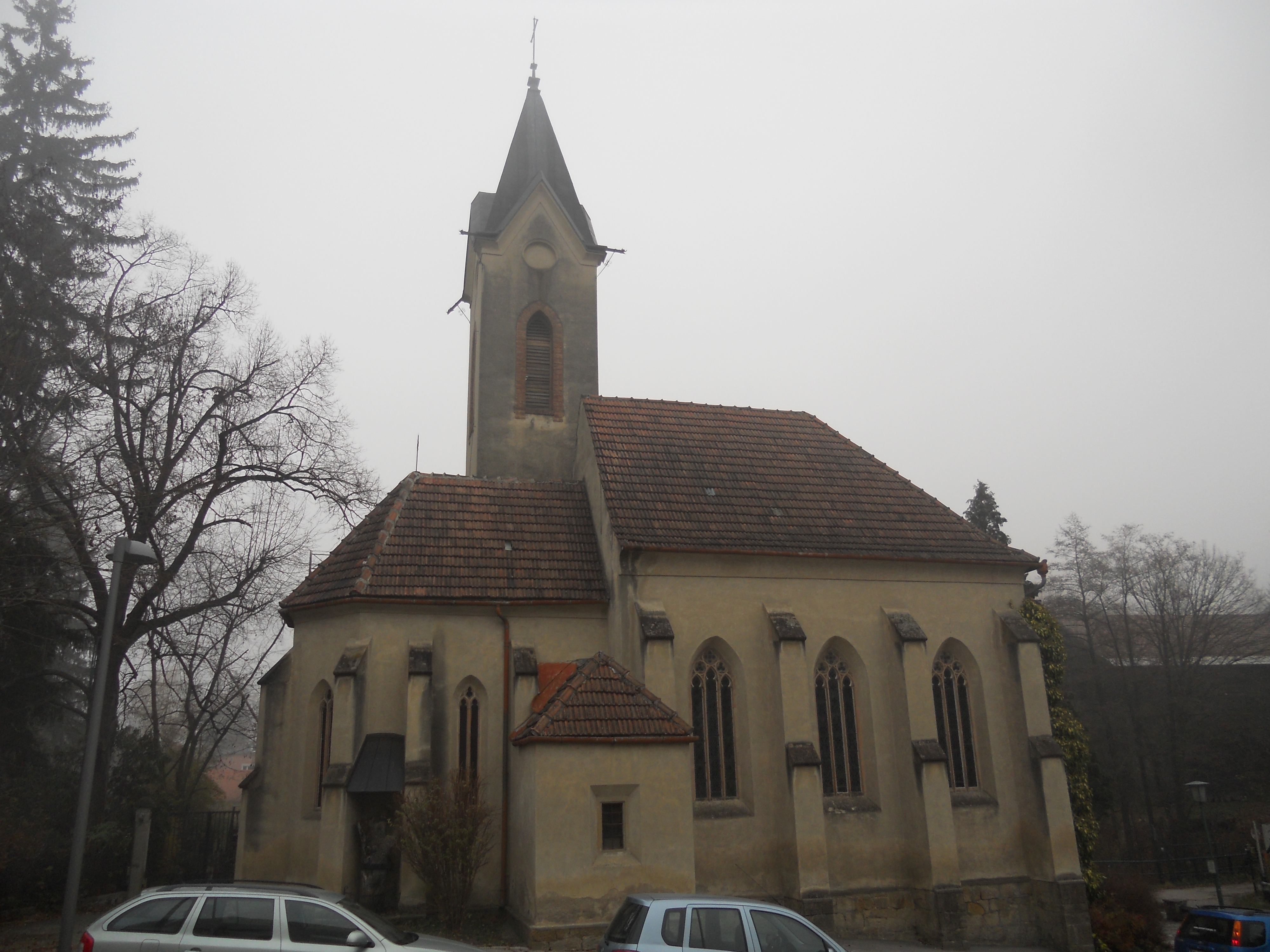
A régi templom

Eichgraben a tartomány Mostviertel régiójában fekszik, a Bécsi-erdőben, az Anzbach és Nagelbach patakok találkozásánál. Területének 36,5%-a erdő, 16% áll mezőgazdasági művelés alatt. Az önkormányzat 6 települést egyesít: Eichgraben (250 lakos 2024-ben), Hinterleiten (1361), Hutten (1477), Ottenheim (961), Stein (631) és Winkl (113).  
A környező önkormányzatok: keletre Pressbaum, délnyugatra Altlengbach, északnyugatra Maria Anzbach.

## Története
Pressbaumot 1345-ben említik először a Sankt Andrä an der Traisen-i apátság egy oklevelében. Területe a császári erdőhivatal felügyelete alá tartozott, amely Bécs egyre növekvő tűzifaszükségletének kielégítésére a 16-századtól Salzburgból, Bajorországból és Svábföldről telepített favágókat a Bécsi-erdőbe. A régiót Bécs 1529-es és 1683-as török ostromakor elpusztították, 1712/15-ben pedig pestisjárvány vitte el a szórványos lakosság jelentős részét.  
Az Erzsébet császárné-vasút (később Westbahn) 1858-as megnyitásával a Bécsi-erdő kis falvai gyors fejlődésnek indultak, a térség a bécsiek kedvenc üdülőhelyévé vált. Számos villa, fogadó, étterem létesült. Eichgraben községe 1923-ban jött létre a Pressbaumhoz tartozó hasonló nevű falu és Maria Anzbach község Hutten, Winkl, Hinterleiten, Ottenheim és Stein településeinek egyesülésével. Egészen 1939-ig Maria Anzbach plébániája gndoskodott a lakosok lelki szükségleteiről, de Eichgraben ebben az évben önálló egyházközséggé vált. Templomát 1951-ben szentelték fel. A községet 1973-ban mezővárosi rangra emelték.  

## Lakosság
Az eichgrabeni önkormányzat területén 2024 januárjában 4793 fő élt. Lakosságszáma 1869-től gyarapodó tendenciát mutat, ami a 20. század második felében a Bécsből kiköltözők miatt  csak fokozódott. 2022-ben az ittlakók 87,4%-a volt osztrák állampolgár; a külföldiek közül 3% a régi (2004 előtti), 4,5% az új EU-tagállamokból érkezett. 2,3% a volt Jugoszlávia (Horvátország és Szlovénia kivételével) vagy Törökország; 2,9% egyéb ország polgára volt. 2001-ben a lakosok 65,3%-a római katolikusnak, 5,7% evangélikusnak, 2% ortodoxnak, 1,3% mohamedánnak, 20,5% pedig felekezeten kívülinek vallotta magát. Ugyanekkor 16 magyar élt a mezővárosban; a legnagyobb nemzetiségi csoportot a németek (93,2%) mellett a szerbek  alkották 1,5%-kal. 
A népesség változása:

| 2016 | 4 555 |
| 2018 | 4 614 |

## Látnivalók
- a Jézus szíve-plébániatemplom
- az ún. kis templom vagy régi templom (szintén Jézus szívének szentelve)
- az evangélikus kápolna
- A Bécsi-erdő múzeuma

## Testvértelepülések
- Eichgraben (Zittau városrésze), Németország
- Szászalmád, Románia

## Fordítás
- Ez a szócikk részben vagy egészben  az   Eichgraben című német Wikipédia-szócikk ezen változatának fordításán alapul.  Az eredeti cikk szerkesztőit annak laptörténete sorolja fel. Ez a jelzés csupán a megfogalmazás eredetét és a szerzői jogokat jelzi, nem szolgál a cikkben szereplő információk forrásmegjelöléseként.